# Naragonia
Naragonia is een Vlaamse folkgroep, die in 2003 ontstaan is op het Andanças Festival in Portugal. Het is een duo dat dansbare folk speelt; ze treden vaak op bij balfolkevenementen. Ze spelen soms in kwartetvorm. Dan heten ze "Naragonia Quartet".

## Bandleden

### Naragonia
- Pascale Rubens: diatonische accordeon, viool, zang
- Toon Van Mierlo: diatonische accordeon, doedelzakken (uilleann pipes in D, C en Bb (Iers), Bechonet (Frans), Vlaamse doedelzakken in verschillende toonaarden, gaita (Spaans), biniou (Bretons)), sopraansaxofoon, klarinet, bombarde, low whistles

### Naragonia Quartet
In Naragonia Quartet worden Pascale Rubens en Toon Van Mierlo bijgestaan door:
- Luc Pilartz: viool
- Maarten Decombel: mandola, gitaar

## Discografie
- Tandem (2006)
- Janneke Tarzan (2007)
- Carabel (2010)
- Batiska (2011)
- Idili (2013)
- Myriad (2015)
- Mira (2018)
- Silentski (2020)